# Уярський район
Уярський район (рос. Уярский район) — адміністративно-територіальна одиниця (район) та муніципальне утворення (муніципальний район) в центральній частині Красноярського краю Росії. Населення - 20 649 осіб (2020 рік).
Адміністративний центр - місто Уяр.

## Географія
Площа території району - 2197 км².
Суміжні території:
- Північ: Сухобузимський район
- Схід: Рибинський район (Красноярський край)
- Південь: Партизанський район (Красноярський край)
- Захід: Манський і Березовський райони Красноярського краю

## Історія
Район утворений 4 квітня 1924 року.

## Економіка
Громадський щебеневий завод, Уярський залізобетонний комбінат, Уярський м'ясокомбінат.